# 1801 en musique
| \| • Retour à la chronologie générale de la musique populaire • \| |
| XXIe siècle • XXe siècle • XIXe siècle • XVIIIe siècle XVIIe siècle • XVIe siècle • XVe siècle • XIVe siècle XIIIe siècle • XIIe siècle • XIe siècle • Xe siècle IXe siècle • VIIIe siècle • Haut Moyen Âge • Rome • Grèce |
| • Retour à la chronologie générale de la musique populaire • |

| • Retour à la chronologie générale de la musique populaire • |

| Années de la musique populaire : 1798 - 1799 - 1800 - 1801 - 1802 - 1803 - 1804    |
| Décennies de la musique populaire : 1770 - 1780 - 1790 - 1800 - 1810 - 1820 - 1830 |

## Événements
- 23 décembre : fin des activités à Paris de la société chantante des Dîners du Vaudeville, fondée en 1796.
- János Bihari fonde à Pest un orchestre de cinq musiciens (cordes et cymbalum), dont le répertoire est surtout fondé sur l'improvisation.
- The Easy Instructor de William Smith et William Little, premier livre de chant en notation dite à shape notes (notes à formes géométriques) pour Sacred Harp aux États-Unis.
- Twas in the Solemn Midnight Hour, air composé et chanté par Mrs Bland.
- Création à Paris de la goguette Union des arts et de l'amitié en goguette.

## Naissances
- 11 mars : Frédéric Bérat, goguettier, compositeur et chansonnier français, mort en 1855.
- 7 octobre : Franz Wilhelm von Ditfurth, érudit allemand, collectionneur de musique traditionnelle, auteur du chant de Noël O freudenreicher Tag, o gnadenreicher Tag († 2 mai 1880).
- 1er novembre : Myllarguten, violoniste norvégien, jouant du violon traditionnel Hardanger, mort en 1872.